# Fountain Run
Fountain Run és una població dels Estats Units a l'estat de Kentucky. Segons el cens del 2000 tenia 236 habitants.

## Demografia
Segons el cens del 2000, Fountain Run tenia 236 habitants, 110 habitatges, i 66 famílies. La densitat de població era de 93 habitants/km².
Dels 110 habitatges en un 25,5% hi vivien nens de menys de 18 anys, en un 45,5% hi vivien parelles casades, en un 13,6% dones solteres, i en un 39,1% no eren unitats familiars. En el 36,4% dels habitatges hi vivien persones soles el 29,1% de les quals corresponia a persones de 65 anys o més que vivien soles. El nombre mitjà de persones vivint en cada habitatge era de 2,15 i el nombre mitjà de persones que vivien en cada família era de 2,81.
Per edats la població es repartia de la següent manera: un 23,7% tenia menys de 18 anys, un 6,8% entre 18 i 24, un 20,8% entre 25 i 44, un 22% de 45 a 60 i un 26,7% 65 anys o més.
L'edat mediana era de 44 anys. Per cada 100 dones de 18 o més anys hi havia 68,2 homes.
La renda mediana per habitatge era d'11.591 $ i la renda mediana per família de 26.875 $. Els homes tenien una renda mediana de 21.250 $ mentre que les dones 23.750 $. La renda per capita de la població era de 18.547 $. Entorn del 22,8% de les famílies i el 27,6% de la població estaven per davall del llindar de pobresa.

## Poblacions més properes
El següent diagrama mostra les poblacions més properes.